# Bicyclus addenda
Bicyclus addenda är en fjärilsart som beskrevs av Abel Dufrane 1945. Bicyclus addenda ingår i släktet Bicyclus och familjen praktfjärilar. Inga underarter finns listade i Catalogue of Life.